# Гильде
Гильде (нем. Gielde) — община в Германии, в земле Нижняя Саксония.
Входит в состав района Вольфенбюттель. Подчиняется управлению Шладен. Население составляет 833 человека (на 31 декабря 2010 года). Занимает площадь 9,11 км².
| Год  | Население |
| ---- | --------- |
| 1990 | 781       |
| 1995 | 819       |
| 2000 | 786       |
| 2005 | 840       |
| 2010 | 822       |